# Monastiráki (ort i Grekland, Västra Grekland)
Monastiráki är en ort i Grekland.   Den ligger i prefekturen Nomós Aitolías kai Akarnanías och regionen Västra Grekland, i den centrala delen av landet, 260 km väster om huvudstaden Aten. Monastiráki ligger 303 meter över havet och antalet invånare är 1 299.
Terrängen runt Monastiráki är huvudsakligen kuperad, men åt sydost är den bergig. Runt Monastiráki är det ganska glesbefolkat, med 24 invånare per kvadratkilometer. Närmaste större samhälle är Amfilochía, 18,7 km öster om Monastiráki. Trakten runt Monastiráki består till största delen av jordbruksmark.